# Анси
Анси (фр. Annecy) град је у источној Француској у региону Рона-Алпи. То је главни град департмана Горња Савоја. Лежи на обали истоименог језера.
По подацима из 2006. године број становника у месту је био 51.023, а густина насељености је износила 3.738 становника/km².

## Демографија
| 1962.  | 1968.  | 1975.  | 1982.  | 1990.  | 1999.  | 2006.  | 2011.  |
| ------ | ------ | ------ | ------ | ------ | ------ | ------ | ------ |
| 43.255 | 54.484 | 53.262 | 49.965 | 49.644 | 50.348 | 51.023 | 51.012 |

## Партнерски градови
- Челтнам
- Бајројт
- Виченца